# Auguste Surville
Pour les articles homonymes, voir Surville.
Auguste Surville, né le 25 juin 1853 à Beauchêne, mort en décembre 1926 à La Chapelle-Biche, instituteur, est un historien local de l'Orne auteur de nombreuses études. Il a été également bibliothécaire à Flers.

## Ouvrages et études
- L'ancienne baronnie de la Lande Patry, Imprimerie Folloppe, 1906.
- Recherches historiques sur Beauchêne, La Chapelle-Montligeon, Imprimerie de Montligeon, 1907.
- Charles de Gaureault du Mont, gouverneur d'Alençon 1620-1621, Imprimerie alençonnaise, 1907.
- Histoire féodale de la Ferrière. 1908.
- Le château de Flers, dans Le Pays Bas-Normand, 1908-1909.
- Le château de Flers et ses seigneurs, Imprimerie Folloppe, 1909.
- Histoire féodale de Saint-Bômer, dans Le Pays Bas-Normand, 1911.
- Un cadeau seigneurial 1657-1680, Imprimerie Folloppe, 1911.
- Flers pendant la Révolution, Editions Folloppe, Flers, 1912.
- L'abbaye de Belle-Etoile, Imprimerie alençonnaise, 1912.
- Une cause célèbre, Imprimerie Folloppe, 1913.
- Chouannerie viroise, Imprimerie Graidorge, 1913.
- Le conventionnel Bertrand L'Hodiesnière, Imprimerie Folloppe, 1913.
- L'Abbé Gallet et ses conversions célèbres, Imprimerie alençonnaise, 1922.
- Berjou et la Marquise de Pompadour, Imprimerie alençonnaise, 1922.
- Un coin du bocage normand ou l'ancienne paroisse Sainte-Suzanne devenue la Chapelle-Biche
- Copie en 80 volumes du chartrier de Flers (Médiathèque de Flers)